# Jewelry Trade Center
Jewelry Trade Center é um arranha-céu, atualmente é o 196º arranha-céu mais alto do mundo, com 221 metros (724ft). Edificado na cidade de Bangkok, Tailândia, foi concluído em 1996 com 59 andares.